# Liga de Escritores Independientes
La Liga de Escritores Independientes se crea en la librería Periferia, Madrid, España, el 7 de abril de 2001. En junio de 2004 los miembros de la LEI anuncian su disolución mediante un comunicado de prensa extraordinario.

## Fundadores
Los fundadores de la LEI fueron, con número de carnet elegido por sorteo: 1-Damego; 2- Rafael Marín; 3- Santi Delgado; 4- Manuel Pliego; 5- Clandestino Menéndez; 6- Patricio Rascón; 7- Mari Carmen Imedio; 8- José Marzo; 9- Francisco Bonal García; 10- David Mendez. Los siguientes números se asignarán por orden de ingreso. Número 11- Joaquín Felix Rodríguez Bassecourt.
En sus estatutos, la Liga de Escritores Independientes se define como "un punto de encuentro de escritores disconformes con el dominio del corporativismo de los grandes medios de comunicación, los grandes grupos editoriales y las instituciones en la producción cultural, y partidarios de una cultura ciudadana viva, plural, contestataria, transparente y de calidad."

## Premios Literarios convocados
Con la creación de la LEI, se crearon los dos premios literarios con el nombre de Estaño y Morralla, con sus distintas convocatorias.

## Leyenda de los Independientes
En octubre de 2001, en Barcelona, los integrantes de LEI acordaron el breve manifiesto llamado "Leyenda de los Independientes": 
Los abajo firmantes, unos como miembros de la Liga de Escritores Independientes LEI y otros como simpatizantes, han constatado:
que en la actualidad numerosas editoriales, empresas e instituciones convocan premios de cuantía en ocasiones desorbitada;
que estos premios se deciden a puerta cerrada y sin un debate previo, transparente y público de las obras concursantes;
que los lectores y los críticos especializados carecen por ello de un criterio para valorar la justicia del fallo del jurado;
que esta práctica es corporativista, contraria por lo tanto al derecho democrático;
que se juega con la buena fe de los escritores inexpertos que se presentan a estos premios y desconocen su procedimiento;
que los medios de comunicación dan amplia cobertura informativa y publicitaria a estas obras premiadas y a sus autores, las instituciones las apoyan, los distribuidores las difunden y los libreros las exponen en sus escaparates;
que estas obras, escogidas, promocionadas y comercializadas con criterios corporativistas, hurtan espacio público a obras de calidad superior susceptibles de ser objeto de una lectura crítica y de propiciar un debate sobre su calidad estética y sus contenidos;
que esta práctica es tan sólo la parte visible de un iceberg de corrupción cultural, concentración de empresas editoriales, medios de comunicación, empresas distribuidoras y cadenas de librerías, con la connivencia de las instituciones, y cuyos objetivos prioritarios son la rentabilidad económica y el control cultural y no la calidad de la cultura.
Por todo ello, expresamos:
nuestra disconformidad con este estado de cosas,
nuestra determinación de enmendarlo.
En consecuencia, declaramos:
nuestro compromiso individual a no presentarnos nunca más desde el día de nuestra firma a ningún premio que reúna estas características y a no aceptar aquellos que se concedan con similar falta de transparencia, a no contribuir a su difusión, promoción ni comercialización, a atender únicamente a los valores, tanto estéticos como de contenidos, de las obras literarias, y a orientar nuestros esfuerzos hacia un futuro de cultura ciudadana viva, plural, contestataria, transparente y de calidad.